# Séries professionnelles de snooker 2021

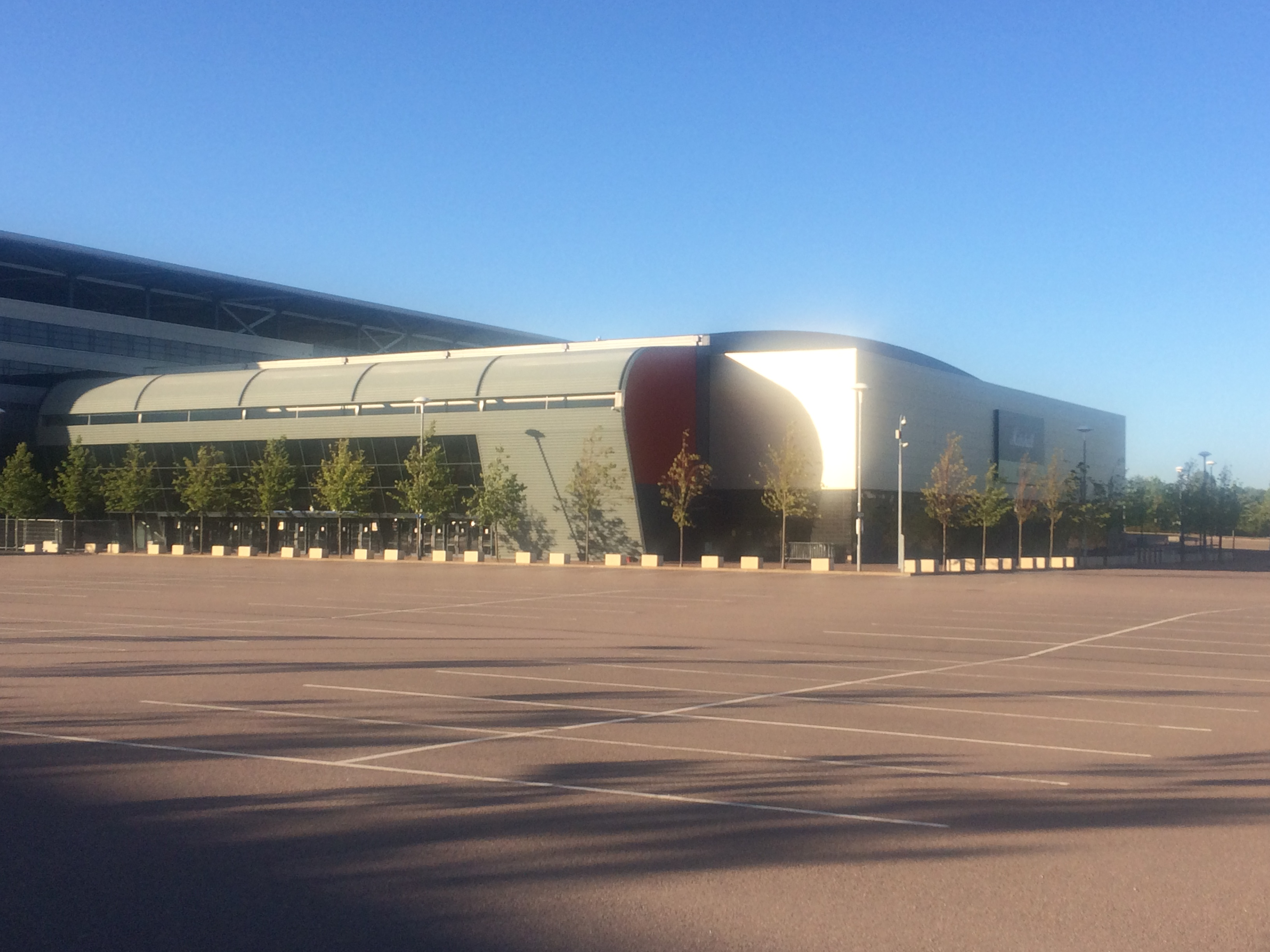
Marshall Arena de Milton Keynes

Les Séries professionnelles 2021 sont un tournoi de snooker professionnel de catégorie classée et organisé par la World Professional Billiards and Snooker Association. Le tournoi se déroule par intermittence entre le 18 janvier et le 21 mars 2021 à la Marshall Arena de Milton Keynes. Les rencontres sont disputées à huis clos en raison de la pandémie de coronavirus.

## Déroulement

### Contexte avant le tournoi
Le tournoi est organisé en trois phases de groupes. Lors de la première phase, les joueurs sont répartis en seize groupes de huit joueurs, dont les deux joueurs qui finissent respectivement en tête se qualifient pour la phase suivante. Lors de la deuxième phase, les joueurs qualifiés sont une nouvelle fois répartis en quatre groupes de huit joueurs, le critère de qualification restant inchangé. Le vainqueur du tournoi est le joueur qui termine en tête du groupe final lors de la troisième et dernière phase.
Dans chaque groupe, les joueurs sont classés en fonction de quatre critères :
- nombre de matchs remportés
- différence entre les manches gagnées et perdues
- résultat en face-à-face
- meilleur break réalisé

Le septuple champion du monde Stephen Hendry devait initialement effectuer son retour à la compétition à l'occasion de ce tournoi. Il s'est cependant retiré du tableau après le tirage au sort, tout comme Aaron Hill. Ces deux joueurs ont été respectivement remplacés par les amateurs John Astley et Dean Young.

### Faits marquants
L'Anglais Gary Wilson a réalisé son troisième 147 en carrière lors de la deuxième manche du match l'opposant à son compatriote Liam Highfield. Plus tardivement dans la compétition, deux joueurs âgés de 49 ans, Fergal O'Brien et Paul Davison, ont tous les deux manqué la bille rose sur leurs tentatives de 147, à un jour d'intervalle, laissant passer l'opportunité de devenir les joueurs les plus âgés à accomplir cet exploit.
Dans son groupe de la première phase, Stuart Bingham rend une copie parfaite puisqu'il remporte ses sept rencontres sans concéder la moindre manche.
Pour la première fois depuis 1986, un père et son fils se sont rencontrés sur le circuit professionnel. Oliver Lines a battu son père Peter Lines 2 manches à 0.
Mark Williams remporte le tournoi le jour de son 46e anniversaire. Il s'agit de son 23e tournoi classé en carrière, le premier depuis 2018.

## Dotation
| Pour la première phase : - 1re place : 4 000 £ - 2e place : 3 000 £ - 3e place : 2 500 £ - 4e place : 2 000 £ - 5e place : 1 500 £ - 6e place : 1 000 £ - 7e place : 500 £ - 8e place : 0 £ | Pour la deuxième phase : - 1re place : 10 000 £ - 2e place : 7 500 £ - 3e place : 5 000 £ - 4e place : 4 000 £ - 5e place : 3 000 £ - 6e place : 2 000 £ - 7e place : 1 500 £ - 8e place : 1 000 £ | Pour le groupe final : - Vainqueur : 20 000 £ - 2e place : 10 000 £ - 3e place : 7 500 £ - 4e place : 5 000 £ - 5e place : 4 000 £ - 6e place : 3 000 £ - 7e place : 2 000 £ - 8e place : 1 000 £ |

Dotation totale : 420 500 £

## Première phase
Les matchs de huit groupes se déroulent du 18 au 25 janvier, tandis que les matchs des huit autres groupes se déroulent du 9 au 16 mars. Les deux joueurs qui finissent respectivement en tête de leur groupe se qualifient pour la phase suivante.

### Groupe A
Les matchs du groupe A ont été disputés le 23 janvier.

#### Matchs
| - Shaun Murphy 2–0 Brian Ochoiski - Michael Holt 2–0 Fraser Patrick - Alan McManus 2–0 Ken Doherty - Louis Heathcote 2–1 Xu Si - Shaun Murphy 2–1 Fraser Patrick - Michael Holt 1–2 Ken Doherty - Alan McManus 2–0 Xu Si - Louis Heathcote 2–1 Brian Ochoiski - Shaun Murphy 2–1 Ken Doherty - Michael Holt 0–2 Xu Si | - Alan McManus 0–2 Louis Heathcote - Fraser Patrick 0–2 Brian Ochoiski - Shaun Murphy 2–1 Xu Si - Michael Holt 2–1 Louis Heathcote - Alan McManus 2–0 Brian Ochoiski - Ken Doherty 2–0 Fraser Patrick - Shaun Murphy 2–1 Louis Heathcote - Michael Holt 1–2 Alan McManus - Xu Si 2–1 Fraser Patrick | - Ken Doherty 1–2 Brian Ochoiski - Shaun Murphy 2–1 Alan McManus - Michael Holt 2–1 Brian Ochoiski - Louis Heathcote 2–1 Fraser Patrick - Xu Si 2–0 Ken Doherty - Shaun Murphy 2–0 Michael Holt - Alan McManus 2–1 Fraser Patrick - Louis Heathcote 2–0 Ken Doherty - Xu Si 2–0 Brian Ochoiski |

#### Tableau
| Pos. | Joueur             | J | G | P | Fp | Fc | D   |                                      |
| ---- | ------------------ | - | - | - | -- | -- | --- | ------------------------------------ |
| 1    | Shaun Murphy       | 7 | 7 | 0 | 14 | 5  | +9  | Qualification pour la deuxième phase |
| 2    | Louis Heathcote    | 7 | 5 | 2 | 12 | 7  | +5  | Qualification pour la deuxième phase |
| 3    | Alan McManus       | 7 | 5 | 2 | 11 | 6  | +5  | Élimination de la compétition        |
| 4    | Xu Si              | 7 | 4 | 3 | 10 | 7  | +3  | Élimination de la compétition        |
| 5    | Michael Holt       | 7 | 3 | 4 | 8  | 10 | -2  | Élimination de la compétition        |
| 6    | Brian Ochoiski (a) | 7 | 2 | 5 | 6  | 11 | -5  | Élimination de la compétition        |
| 7    | Ken Doherty        | 7 | 2 | 5 | 6  | 11 | -5  | Élimination de la compétition        |
| 8    | Fraser Patrick     | 7 | 0 | 7 | 4  | 14 | -10 | Élimination de la compétition        |

Légende : (a) = joueur amateur

### Groupe B
Les matchs du groupe B ont été disputés le 19 janvier.

#### Matchs
| - Kyren Wilson 2–1 Fan Zhengyi - Li Hang 2–1 Dean Young - Yuan Sijun 2–1 Kacper Filipiak - Sunny Akani 2–1 Pang Junxu - Kyren Wilson 2–0 Dean Young - Li Hang 1–2 Kacper Filipiak - Yuan Sijun 1–2 Pang Junxu - Sunny Akani 2–0 Fan Zhengyi - Kyren Wilson 2–0 Kacper Filipiak - Li Hang 1–2 Pang Junxu | - Yuan Sijun 0–2 Sunny Akani - Dean Young 0–2 Fan Zhengyi - Kyren Wilson 2–0 Pang Junxu - Li Hang 0–2 Sunny Akani - Yuan Sijun 2–0 Fan Zhengyi - Kacper Filipiak 2–1 Dean Young - Kyren Wilson 2–0 Sunny Akani - Li Hang 2–0 Yuan Sijun - Pang Junxu 2–0 Dean Young | - Kacper Filipiak 1–2 Fan Zhengyi - Kyren Wilson 1–2 Yuan Sijun - Li Hang 2–1 Fan Zhengyi - Sunny Akani 2–0 Dean Young - Pang Junxu 2–0 Kacper Filipiak - Kyren Wilson 1–2 Li Hang - Yuan Sijun 2–0 Dean Young - Sunny Akani 0–2 Kacper Filipiak - Pang Junxu 2–0 Fan Zhengyi |

#### Tableau
| Pos. | Joueur          | J | G | P | Fp | Fc | D   |                                      |
| ---- | --------------- | - | - | - | -- | -- | --- | ------------------------------------ |
| 1    | Kyren Wilson    | 7 | 5 | 2 | 12 | 5  | +7  | Qualification pour la deuxième phase |
| 2    | Sunny Akani     | 7 | 5 | 2 | 10 | 5  | +5  | Qualification pour la deuxième phase |
| 3    | Pang Junxu      | 7 | 5 | 2 | 11 | 6  | +5  | Élimination de la compétition        |
| 4    | Li Hang         | 7 | 4 | 3 | 10 | 9  | +1  | Élimination de la compétition        |
| 5    | Yuan Sijun      | 7 | 4 | 3 | 9  | 8  | +1  | Élimination de la compétition        |
| 6    | Kacper Filipiak | 7 | 3 | 4 | 8  | 10 | -2  | Élimination de la compétition        |
| 7    | Fan Zhengyi     | 7 | 2 | 5 | 6  | 11 | -5  | Élimination de la compétition        |
| 8    | Dean Young (a)  | 7 | 0 | 7 | 2  | 14 | -12 | Élimination de la compétition        |

Légende : (a) = joueur amateur

### Groupe C
Les matchs du groupe C ont été disputés le 21 janvier.

#### Matchs
| - Stuart Bingham 2–0 Jamie Curtis-Barrett - Scott Donaldson 2–1 Billy Joe Castle - Sam Craigie 2–0 Ashley Carty - Chris Wakelin 1–2 Jamie Clarke - Stuart Bingham 2–0 Billy Joe Castle - Scott Donaldson 0–2 Ashley Carty - Sam Craigie 2–0 Jamie Clarke - Chris Wakelin 2–1 Jamie Curtis-Barrett - Stuart Bingham 2–0 Ashley Carty - Scott Donaldson 1–2 Jamie Clarke | - Sam Craigie 2–1 Chris Wakelin - Billy Joe Castle 2–1 Jamie Curtis-Barrett - Stuart Bingham 2–0 Jamie Clarke - Scott Donaldson 0–2 Chris Wakelin - Sam Craigie 2–0 Jamie Curtis-Barrett - Ashley Carty 0–2 Billy Joe Castle - Stuart Bingham 2–0 Chris Wakelin - Scott Donaldson 2–0 Sam Craigie - Jamie Clarke 2–0 Billy Joe Castle | - Ashley Carty 2–1 Jamie Curtis-Barrett - Stuart Bingham 2–0 Sam Craigie - Scott Donaldson 2–0 Jamie Curtis-Barrett - Chris Wakelin 2–1 Billy Joe Castle - Jamie Clarke 1–2 Ashley Carty - Stuart Bingham 2–0 Scott Donaldson - Sam Craigie 2–0 Billy Joe Castle - Chris Wakelin 2–1 Ashley Carty - Jamie Clarke 2–0 Jamie Curtis-Barrett |

#### Tableau
| Pos. | Joueur                   | J | G | P | Fp | Fc | D   |                                      |
| ---- | ------------------------ | - | - | - | -- | -- | --- | ------------------------------------ |
| 1    | Stuart Bingham           | 7 | 7 | 0 | 14 | 0  | +14 | Qualification pour la deuxième phase |
| 2    | Sam Craigie              | 7 | 5 | 2 | 10 | 5  | +5  | Qualification pour la deuxième phase |
| 3    | Jamie Clarke             | 7 | 4 | 3 | 9  | 8  | +1  | Élimination de la compétition        |
| 4    | Chris Wakelin            | 7 | 4 | 3 | 10 | 9  | +1  | Élimination de la compétition        |
| 5    | Scott Donaldson          | 7 | 3 | 4 | 7  | 9  | -2  | Élimination de la compétition        |
| 6    | Ashley Carty             | 7 | 3 | 4 | 7  | 10 | -3  | Élimination de la compétition        |
| 7    | Billy Joe Castle         | 7 | 2 | 5 | 6  | 11 | -5  | Élimination de la compétition        |
| 8    | Jamie Curtis-Barrett (a) | 7 | 0 | 7 | 3  | 14 | -11 | Élimination de la compétition        |

Légende : (a) = joueur amateur

### Groupe D
Les matchs du groupe D ont été disputés le 12 mars.

#### Matchs
| - Barry Hawkins 2–0 Paul Davison - Ricky Walden 2–1 Farakh Ajaib - Jimmy Robertson 2–0 Duane Jones - Alexander Ursenbacher 2–1 Gerard Greene - Barry Hawkins 2–0 Farakh Ajaib - Ricky Walden 2–1 Duane Jones - Jimmy Robertson 0–2 Gerard Greene - Alexander Ursenbacher 2–0 Paul Davison - Barry Hawkins 2–0 Duane Jones - Ricky Walden 2–0 Gerard Greene | - Jimmy Robertson 2–0 Alexander Ursenbacher - Farakh Ajaib 2–1 Paul Davison - Barry Hawkins 2–1 Gerard Greene - Ricky Walden 2–1 Alexander Ursenbacher - Jimmy Robertson 1–2 Paul Davison - Duane Jones 1–2 Farakh Ajaib - Barry Hawkins 2–1 Alexander Ursenbacher - Ricky Walden 2–1 Jimmy Robertson - Gerard Greene 2–1 Farakh Ajaib | - Duane Jones 2–0 Paul Davison - Barry Hawkins 0–2 Jimmy Robertson - Ricky Walden 2–0 Paul Davison - Alexander Ursenbacher 2–0 Farakh Ajaib - Gerard Greene 2–1 Duane Jones - Barry Hawkins 2–1 Ricky Walden - Jimmy Robertson 2–0 Farakh Ajaib - Alexander Ursenbacher 0–2 Duane Jones - Gerard Greene 1–2 Paul Davison |

#### Tableau
| Pos. | Joueur                | J | G | P | Fp | Fc | D  |                                      |
| ---- | --------------------- | - | - | - | -- | -- | -- | ------------------------------------ |
| 1    | Barry Hawkins         | 7 | 6 | 1 | 12 | 5  | +7 | Qualification pour la deuxième phase |
| 2    | Ricky Walden          | 7 | 6 | 1 | 13 | 6  | +7 | Qualification pour la deuxième phase |
| 3    | Jimmy Robertson       | 7 | 4 | 3 | 10 | 6  | +4 | Élimination de la compétition        |
| 4    | Alexander Ursenbacher | 7 | 3 | 4 | 8  | 9  | -1 | Élimination de la compétition        |
| 5    | Gerard Greene         | 7 | 3 | 4 | 9  | 10 | -1 | Élimination de la compétition        |
| 6    | Duane Jones           | 7 | 2 | 5 | 7  | 10 | -3 | Élimination de la compétition        |
| 7    | Farakh Ajaib          | 7 | 2 | 5 | 6  | 12 | -6 | Élimination de la compétition        |
| 8    | Paul Davison (a)      | 7 | 2 | 5 | 5  | 12 | -7 | Élimination de la compétition        |

Légende : (a) = joueur amateur

### Groupe E
Les matchs du groupe E ont été disputés le 14 mars

#### Matchs
| - Mark Selby 2–0 Daniel Womersley - Matthew Selt 1–2 Lukas Kleckers - Joe O'Connor 0–2 Soheil Vahedi - Stuart Carrington 2–0 Eden Sharav - Mark Selby 2–1 Lukas Kleckers - Matthew Selt 1–2 Soheil Vahedi - Joe O'Connor 0–2 Eden Sharav - Stuart Carrington 2–0 Daniel Womersley - Mark Selby 0–2 Soheil Vahedi - Matthew Selt 2–0 Eden Sharav | - Joe O'Connor 0–2 Stuart Carrington - Lukas Kleckers 2–0 Daniel Womersley - Mark Selby 2–0 Eden Sharav - Matthew Selt 2–1 Stuart Carrington - Joe O'Connor 2–0 Daniel Womersley - Soheil Vahedi 2–1 Lukas Kleckers - Mark Selby 2–0 Stuart Carrington - Matthew Selt 2–0 Joe O'Connor - Eden Sharav 2–0 Lukas Kleckers | - Soheil Vahedi 1–2 Daniel Womersley - Mark Selby 2–0 Joe O'Connor - Matthew Selt 2–0 Daniel Womersley - Stuart Carrington 2–1 Lukas Kleckers - Eden Sharav 1–2 Soheil Vahedi - Mark Selby 2–1 Matthew Selt - Joe O'Connor 2–0 Lukas Kleckers - Stuart Carrington 2–0 Soheil Vahedi - Eden Sharav 1–2 Daniel Womersley |

#### Tableau
| Pos. | Joueur               | J | G | P | Fp | Fc | D  |                                      |
| ---- | -------------------- | - | - | - | -- | -- | -- | ------------------------------------ |
| 1    | Mark Selby           | 7 | 6 | 1 | 12 | 4  | +8 | Qualification pour la deuxième phase |
| 2    | Stuart Carrington    | 7 | 5 | 2 | 11 | 5  | +6 | Qualification pour la deuxième phase |
| 3    | Soheil Vahedi        | 7 | 5 | 2 | 11 | 7  | +4 | Élimination de la compétition        |
| 4    | Matthew Selt         | 7 | 4 | 3 | 11 | 7  | +4 | Élimination de la compétition        |
| 5    | Eden Sharav          | 7 | 2 | 5 | 6  | 10 | -4 | Élimination de la compétition        |
| 6    | Lukas Kleckers       | 7 | 2 | 5 | 7  | 11 | -4 | Élimination de la compétition        |
| 7    | Joe O'Connor         | 7 | 2 | 5 | 4  | 10 | -6 | Élimination de la compétition        |
| 8    | Daniel Womersley (a) | 7 | 2 | 5 | 4  | 12 | -8 | Élimination de la compétition        |

Légende : (a) = joueur amateur

### Groupe F
Les matchs du groupe F ont été disputés le 11 mars.

#### Matchs
| - Robbie McGuigan 0–2 Fergal O'Brien - Ben Woollaston 2–0 Riley Parsons - Noppon Saengkham 2–0 Jordan Brown - David Grace 0–2 Igor Figueiredo - Robbie McGuigan 0–2 Riley Parsons - Ben Woollaston 2–0 Jordan Brown - Noppon Saengkham 2–0 Igor Figueiredo - David Grace 2–1 Fergal O'Brien - Robbie McGuigan 0–2 Jordan Brown - Ben Woollaston 1–2 Igor Figueiredo | - Noppon Saengkham 2–1 David Grace - Riley Parsons 2–1 Fergal O'Brien - Robbie McGuigan 0–2 Igor Figueiredo - Ben Woollaston 2–0 David Grace - Noppon Saengkham 1–2 Fergal O'Brien - Jordan Brown 2–0 Riley Parsons - Robbie McGuigan 2–0 David Grace - Ben Woollaston 2–0 Noppon Saengkham - Igor Figueiredo 1–2 Riley Parsons | - Jordan Brown 1–2 Fergal O'Brien - Robbie McGuigan 1–2 Noppon Saengkham - Ben Woollaston 1–2 Fergal O'Brien - David Grace 2–1 Riley Parsons - Igor Figueiredo 2–1 Jordan Brown - Robbie McGuigan 1–2 Ben Woollaston - Noppon Saengkham 1–2 Riley Parsons - David Grace 0–2 Jordan Brown - Igor Figueiredo 0–2 Fergal O'Brien |

#### Tableau
| Pos. | Joueur              | J | G | P | Fp | Fc | D  |                                      |
| ---- | ------------------- | - | - | - | -- | -- | -- | ------------------------------------ |
| 1    | Ben Woollaston      | 7 | 5 | 2 | 12 | 5  | +7 | Qualification pour la deuxième phase |
| 2    | Fergal O'Brien      | 7 | 5 | 2 | 12 | 7  | +5 | Qualification pour la deuxième phase |
| 3    | Noppon Saengkham    | 7 | 4 | 3 | 10 | 8  | +2 | Élimination de la compétition        |
| 4    | Igor Figueiredo     | 7 | 4 | 3 | 9  | 8  | +1 | Élimination de la compétition        |
| 5    | Riley Parsons       | 7 | 4 | 3 | 9  | 9  | 0  | Élimination de la compétition        |
| 6    | Jordan Brown        | 7 | 3 | 4 | 8  | 8  | 0  | Élimination de la compétition        |
| 7    | David Grace         | 7 | 2 | 5 | 5  | 12 | -7 | Élimination de la compétition        |
| 8    | Robbie McGuigan (a) | 7 | 1 | 6 | 4  | 12 | -8 | Élimination de la compétition        |

Légende : (a) = joueur amateur

### Groupe G
Les matchs du groupe G ont été disputés le 20 janvier.

#### Matchs
| - Gary Wilson 0–2 John Astley - Lu Ning 2–1 Rory McLeod - Martin O'Donnell 2–1 Zhao Jianbo - Liam Highfield 0–2 Jamie O'Neill - Gary Wilson 1–2 Rory McLeod - Lu Ning 0–2 Zhao Jianbo - Martin O'Donnell 2–0 Jamie O'Neill - Liam Highfield 2–0 John Astley - Gary Wilson 2–1 Zhao Jianbo - Lu Ning 2–1 Jamie O'Neill | - Martin O'Donnell 2–0 Liam Highfield - Rory McLeod 1–2 John Astley - Gary Wilson 2–1 Jamie O'Neill - Lu Ning 2–0 Liam Highfield - Martin O'Donnell 2–0 John Astley - Zhao Jianbo 2–1 Rory McLeod - Gary Wilson 1–2 Liam Highfield - Lu Ning 2–0 Martin O'Donnell - Jamie O'Neill 2–1 Rory McLeod | - Zhao Jianbo 0–2 John Astley - Gary Wilson 2–1 Martin O'Donnell - Lu Ning 2–0 John Astley - Liam Highfield 2–0 Rory McLeod - Jamie O'Neill 2–0 Zhao Jianbo - Gary Wilson 2–1 Lu Ning - Martin O'Donnell 2–0 Rory McLeod - Liam Highfield 2–1 Zhao Jianbo - Jamie O'Neill 2–0 John Astley |

#### Tableau
| Pos. | Joueur           | J | G | P | Fp | Fc | D  |                                      |
| ---- | ---------------- | - | - | - | -- | -- | -- | ------------------------------------ |
| 1    | Martin O'Donnell | 7 | 5 | 2 | 11 | 5  | +6 | Qualification pour la deuxième phase |
| 2    | Lu Ning          | 7 | 5 | 2 | 11 | 6  | +5 | Qualification pour la deuxième phase |
| 3    | Jamie O'Neill    | 7 | 4 | 3 | 10 | 7  | +3 | Élimination de la compétition        |
| 4    | Liam Highfield   | 7 | 4 | 3 | 8  | 8  | 0  | Élimination de la compétition        |
| 5    | Gary Wilson      | 7 | 4 | 3 | 10 | 10 | 0  | Élimination de la compétition        |
| 6    | John Astley (a)  | 7 | 3 | 4 | 6  | 9  | -3 | Élimination de la compétition        |
| 7    | Zhao Jianbo      | 7 | 2 | 5 | 7  | 11 | -4 | Élimination de la compétition        |
| 8    | Rory McLeod      | 7 | 1 | 6 | 6  | 13 | -7 | Élimination de la compétition        |

Légende : (a) = joueur amateur

### Groupe H
Les matchs du groupe H ont été disputés le 10 mars.

#### Matchs
| - Hamim Hussain 0–2 Kuldesh Johal - Ali Carter 2–0 Dylan Emery - Mark Davis 2–0 Simon Lichtenberg - Tian Pengfei 1–2 Chang Bingyu - Hamim Hussain 1–2 Dylan Emery - Ali Carter 2–0 Simon Lichtenberg - Mark Davis 2–0 Chang Bingyu - Tian Pengfei 2–1 Kuldesh Johal - Hamim Hussain 0–2 Simon Lichtenberg - Ali Carter 2–0 Chang Bingyu | - Mark Davis 0–2 Tian Pengfei - Dylan Emery 2–1 Kuldesh Johal - Hamim Hussain 1–2 Chang Bingyu - Ali Carter 2–0 Tian Pengfei - Mark Davis 0–2 Kuldesh Johal - Simon Lichtenberg 2–1 Dylan Emery - Hamim Hussain 0–2 Tian Pengfei - Ali Carter 0–2 Mark Davis - Chang Bingyu 2–1 Dylan Emery | - Simon Lichtenberg 2–0 Kuldesh Johal - Hamim Hussain 0–2 Mark Davis - Ali Carter 2–0 Kuldesh Johal - Tian Pengfei 1–2 Dylan Emery - Chang Bingyu 1–2 Simon Lichtenberg - Hamim Hussain 1–2 Ali Carter - Mark Davis 2–0 Dylan Emery - Tian Pengfei 0–2 Simon Lichtenberg - Chang Bingyu 2–0 Kuldesh Johal |

#### Tableau
| Pos. | Joueur            | J | G | P | Fp | Fc | D   |                                      |
| ---- | ----------------- | - | - | - | -- | -- | --- | ------------------------------------ |
| 1    | Ali Carter        | 7 | 6 | 1 | 12 | 3  | +9  | Qualification pour la deuxième phase |
| 2    | Mark Davis        | 7 | 5 | 2 | 10 | 4  | +6  | Qualification pour la deuxième phase |
| 3    | Simon Lichtenberg | 7 | 5 | 2 | 10 | 6  | +4  | Élimination de la compétition        |
| 4    | Chang Bingyu      | 7 | 4 | 3 | 9  | 9  | 0   | Élimination de la compétition        |
| 5    | Tian Pengfei      | 7 | 3 | 4 | 8  | 9  | -1  | Élimination de la compétition        |
| 6    | Dylan Emery (a)   | 7 | 3 | 4 | 8  | 11 | -3  | Élimination de la compétition        |
| 7    | Kuldesh Johal (a) | 7 | 2 | 5 | 6  | 10 | -4  | Élimination de la compétition        |
| 8    | Hamim Hussain (a) | 7 | 0 | 7 | 3  | 14 | -11 | Élimination de la compétition        |

Légende : (a) = joueur amateur

### Groupe I
Les matchs du groupe I ont été disputés le 15 mars

#### Matchs
| - Ronnie O'Sullivan 2–0 Jamie Wilson - Tom Ford 2–1 Ben Hancorn - Lyu Haotian 2–1 David Lilley - Mark Joyce 2–0 Chen Zifan - Ronnie O'Sullivan 1–2 Ben Hancorn - Tom Ford 1–2 David Lilley - Lyu Haotian 2–0 Chen Zifan - Mark Joyce 0–2 Jamie Wilson - Ronnie O'Sullivan 0–2 David Lilley - Tom Ford 1–2 Chen Zifan | - Lyu Haotian 2–0 Mark Joyce - Ben Hancorn 2–1 Jamie Wilson - Ronnie O'Sullivan 1–2 Chen Zifan - Tom Ford 0–2 Mark Joyce - Lyu Haotian 2–0 Jamie Wilson - David Lilley 0–2 Ben Hancorn - Ronnie O'Sullivan 2–1 Mark Joyce - Tom Ford 1–2 Lyu Haotian - Chen Zifan 1–2 Ben Hancorn | - David Lilley 2–0 Jamie Wilson - Ronnie O'Sullivan 0–2 Lyu Haotian - Tom Ford 2–1 Jamie Wilson - Mark Joyce 0–2 Ben Hancorn - Chen Zifan 2–1 David Lilley - Ronnie O'Sullivan 0–2 Tom Ford - Lyu Haotian 0–2 Ben Hancorn - Mark Joyce 2–1 David Lilley - Chen Zifan 0–2 Jamie Wilson |

#### Tableau
| Pos. | Joueur            | J | G | P | Fp | Fc | D  |                                      |
| ---- | ----------------- | - | - | - | -- | -- | -- | ------------------------------------ |
| 1    | Ben Hancorn       | 7 | 6 | 1 | 13 | 5  | +8 | Qualification pour la deuxième phase |
| 2    | Lyu Haotian       | 7 | 6 | 1 | 12 | 4  | +8 | Qualification pour la deuxième phase |
| 3    | David Lilley      | 7 | 3 | 4 | 9  | 9  | 0  | Élimination de la compétition        |
| 4    | Tom Ford          | 7 | 3 | 4 | 9  | 10 | -1 | Élimination de la compétition        |
| 5    | Mark Joyce        | 7 | 3 | 4 | 7  | 9  | -2 | Élimination de la compétition        |
| 6    | Chen Zifan        | 7 | 3 | 4 | 7  | 11 | -4 | Élimination de la compétition        |
| 7    | Jamie Wilson      | 7 | 2 | 5 | 6  | 10 | -4 | Élimination de la compétition        |
| 8    | Ronnie O'Sullivan | 7 | 2 | 5 | 6  | 11 | -5 | Élimination de la compétition        |

### Groupe J
Les matchs du groupe J ont été disputés le 9 mars.

#### Matchs
| - David Gilbert 2–1 Iulian Boiko - Martin Gould 1–2 Oliver Lines - Elliot Slessor 2–1 Peter Lines - Ian Burns 1–2 James Cahill - David Gilbert 1–2 Oliver Lines - Martin Gould 1–2 Peter Lines - Elliot Slessor 1–2 James Cahill - Ian Burns 0–2 Iulian Boiko - David Gilbert 2–0 Peter Lines - Martin Gould 0–2 James Cahill | - Elliot Slessor 2–1 Ian Burns - Oliver Lines 2–0 Iulian Boiko - David Gilbert 1–2 James Cahill - Martin Gould 0–2 Ian Burns - Elliot Slessor 2–1 Iulian Boiko - Peter Lines 0–2 Oliver Lines - David Gilbert 0–2 Ian Burns - Martin Gould 0–2 Elliot Slessor - James Cahill 0–2 Oliver Lines | - Peter Lines 2–0 Iulian Boiko - David Gilbert 2–0 Elliot Slessor - Martin Gould 2–0 Iulian Boiko - Ian Burns 2–0 Oliver Lines - James Cahill 2–1 Peter Lines - David Gilbert 2–1 Martin Gould - Elliot Slessor 0–2 Oliver Lines - Ian Burns 2–1 Peter Lines - James Cahill 2–1 Iulian Boiko |

#### Tableau
| Pos. | Joueur         | J | G | P | Fp | Fc | D  |                                      |
| ---- | -------------- | - | - | - | -- | -- | -- | ------------------------------------ |
| 1    | Oliver Lines   | 7 | 6 | 1 | 12 | 4  | +8 | Qualification pour la deuxième phase |
| 2    | James Cahill   | 7 | 6 | 1 | 12 | 7  | +5 | Qualification pour la deuxième phase |
| 3    | Ian Burns      | 7 | 4 | 3 | 10 | 7  | +3 | Élimination de la compétition        |
| 4    | David Gilbert  | 7 | 4 | 3 | 10 | 8  | +2 | Élimination de la compétition        |
| 5    | Elliot Slessor | 7 | 4 | 3 | 9  | 9  | 0  | Élimination de la compétition        |
| 6    | Peter Lines    | 7 | 2 | 5 | 7  | 11 | -4 | Élimination de la compétition        |
| 7    | Martin Gould   | 7 | 1 | 6 | 5  | 12 | -7 | Élimination de la compétition        |
| 8    | Iulian Boiko   | 7 | 1 | 6 | 5  | 12 | -7 | Élimination de la compétition        |

### Groupe K
Les matchs du groupe K ont été disputés le 22 janvier.

#### Matchs
| - Anthony McGill 2–1 Lee Walker - Zhao Xintong 1–2 Peter Devlin - Mark King 0–2 Si Jiahui - Dominic Dale 2–1 Andy Hicks - Anthony McGill 0–2 Peter Devlin - Zhao Xintong 2–0 Si Jiahui - Mark King 0–2 Andy Hicks - Dominic Dale 2–0 Lee Walker - Anthony McGill 0–2 Si Jiahui - Zhao Xintong 1–2 Andy Hicks | - Mark King 2–1 Dominic Dale - Peter Devlin 1–2 Lee Walker - Anthony McGill 2–0 Andy Hicks - Zhao Xintong 2–0 Dominic Dale - Mark King 2–0 Lee Walker - Si Jiahui 2–0 Peter Devlin - Anthony McGill 2–1 Dominic Dale - Zhao Xintong 2–0 Mark King - Andy Hicks 2–0 Peter Devlin | - Si Jiahui 0–2 Lee Walker - Anthony McGill 1–2 Mark King - Zhao Xintong 2–1 Lee Walker - Dominic Dale 2–0 Peter Devlin - Andy Hicks 2–1 Si Jiahui - Anthony McGill 0–2 Zhao Xintong - Mark King 0–2 Peter Devlin - Dominic Dale 2–1 Si Jiahui - Andy Hicks 1–2 Lee Walker |

#### Tableau
| Pos. | Joueur         | J | G | P | Fp | Fc | D  |                                      |
| ---- | -------------- | - | - | - | -- | -- | -- | ------------------------------------ |
| 1    | Zhao Xintong   | 7 | 5 | 2 | 12 | 5  | +7 | Qualification pour la deuxième phase |
| 2    | Dominic Dale   | 7 | 4 | 3 | 10 | 8  | +2 | Qualification pour la deuxième phase |
| 3    | Andy Hicks     | 7 | 4 | 3 | 10 | 8  | +2 | Élimination de la compétition        |
| 4    | Si Jahui       | 7 | 3 | 4 | 8  | 8  | 0  | Élimination de la compétition        |
| 5    | Peter Devlin   | 7 | 3 | 4 | 7  | 9  | -2 | Élimination de la compétition        |
| 6    | Lee Walker     | 7 | 3 | 4 | 8  | 10 | -2 | Élimination de la compétition        |
| 7    | Anthony McGill | 7 | 3 | 4 | 7  | 10 | -3 | Élimination de la compétition        |
| 8    | Mark King      | 7 | 3 | 4 | 6  | 10 | -4 | Élimination de la compétition        |

### Groupe L
Les matchs du groupe L ont été disputés le 24 janvier.

#### Matchs
| - Thepchaiya Un-Nooh 2–0 Leo Fernandez - Zhou Yuelong 2–0 Ashley Hugill - Anthony Hamilton 2–1 Lei Peifan - Luo Honghao 2–1 Mitchell Mann - Thepchaiya Un-Nooh 2–0 Ashley Hugill - Zhou Yuelong 2–0 Lei Peifan - Anthony Hamilton 2–1 Mitchell Mann - Luo Honghao 2–1 Leo Fernandez - Thepchaiya Un-Nooh 0–2 Lei Peifan - Zhou Yuelong 0–2 Mitchell Mann | - Anthony Hamilton 0–2 Luo Honghao - Ashley Hugill 1–2 Leo Fernandez - Thepchaiya Un-Nooh 1–2 Mitchell Mann - Zhou Yuelong 0–2 Luo Honghao - Anthony Hamilton 0–2 Leo Fernandez - Lei Peifan 2–1 Ashley Hugill - Thepchaiya Un-Nooh 1–2 Luo Honghao - Zhou Yuelong 2–1 Anthony Hamilton - Mitchell Mann 0–2 Ashley Hugill | - Lei Peifan 2–1 Leo Fernandez - Thepchaiya Un-Nooh 0–2 Anthony Hamilton - Zhou Yuelong 2–0 Leo Fernandez - Luo Honghao 0–2 Ashley Hugill - Mitchell Mann 2–0 Lei Peifan - Thepchaiya Un-Nooh 0–2 Zhou Yuelong - Anthony Hamilton 0–2 Ashley Hugill - Luo Honghao 2–0 Lei Peifan - Mitchell Mann 1–2 Leo Fernandez |

#### Tableau
| Pos. | Joueur             | J | G | P | Fp | Fc | D  |                                      |
| ---- | ------------------ | - | - | - | -- | -- | -- | ------------------------------------ |
| 1    | Luo Honghao        | 7 | 6 | 1 | 12 | 5  | +7 | Qualification pour la deuxième phase |
| 2    | Zhou Yuelong       | 7 | 5 | 2 | 10 | 5  | +5 | Qualification pour la deuxième phase |
| 3    | Ashley Hugill      | 7 | 3 | 4 | 8  | 8  | 0  | Élimination de la compétition        |
| 4    | Mitchell Mann      | 7 | 3 | 4 | 9  | 9  | 0  | Élimination de la compétition        |
| 5    | Leo Fernandez (a)  | 7 | 3 | 4 | 8  | 10 | -2 | Élimination de la compétition        |
| 6    | Anthony Hamilton   | 7 | 3 | 4 | 7  | 10 | -3 | Élimination de la compétition        |
| 7    | Lei Peifan         | 7 | 3 | 4 | 7  | 10 | -3 | Élimination de la compétition        |
| 8    | Thepchaiya Un-Nooh | 7 | 2 | 5 | 6  | 10 | -4 | Élimination de la compétition        |

Légende : (a) = joueur amateur

### Groupe M
Les matchs du groupe M ont été disputés le 18 janvier.

#### Matchs
| - Joe Perry 2–0 Haydon Pinhey - Xiao Guodong 2–0 Allan Taylor - Matthew Stevens 2–0 Rod Lawler - Daniel Wells 2–1 Jak Jones - Joe Perry 2–0 Allan Taylor - Xiao Guodong 2–0 Rod Lawler - Matthew Stevens 2–0 Jak Jones - Daniel Wells 2–0 Haydon Pinhey - Joe Perry 1–2 Rod Lawler - Xiao Guodong 2–0 Jak Jones | - Matthew Stevens 2–0 Daniel Wells - Allan Taylor 2–0 Haydon Pinhey - Joe Perry 2–1 Jak Jones - Xiao Guodong 1–2 Daniel Wells - Matthew Stevens 2–0 Haydon Pinhey - Rod Lawler 0–2 Allan Taylor - Joe Perry 2–1 Daniel Wells - Xiao Guodong 2–0 Matthew Stevens - Jak Jones 2–0 Allan Taylor | - Rod Lawler 2–0 Haydon Pinhey - Joe Perry 2–1 Matthew Stevens - Xiao Guodong 2–0 Haydon Pinhey - Daniel Wells 2–0 Allan Taylor - Jak Jones 2–1 Rod Lawler - Joe Perry 2–1 Xiao Guodong - Matthew Stevens 1–2 Allan Taylor - Daniel Wells 0–2 Rod Lawler - Jak Jones 2–0 Haydon Pinhey |

#### Tableau
| Pos. | Joueur            | J | G | P | Fp | Fc | D   |                                      |
| ---- | ----------------- | - | - | - | -- | -- | --- | ------------------------------------ |
| 1    | Joe Perry         | 7 | 6 | 1 | 13 | 6  | +7  | Qualification pour la deuxième phase |
| 2    | Xiao Guodong      | 7 | 5 | 2 | 12 | 4  | +8  | Qualification pour la deuxième phase |
| 3    | Matthew Stevens   | 7 | 4 | 3 | 10 | 6  | +4  | Élimination de la compétition        |
| 4    | Daniel Wells      | 7 | 4 | 3 | 9  | 8  | +1  | Élimination de la compétition        |
| 5    | Jak Jones         | 7 | 3 | 4 | 8  | 9  | -1  | Élimination de la compétition        |
| 6    | Rod Lawler        | 7 | 3 | 4 | 7  | 9  | -2  | Élimination de la compétition        |
| 7    | Allan Taylor      | 7 | 3 | 4 | 6  | 9  | -3  | Élimination de la compétition        |
| 8    | Haydon Pinhey (a) | 7 | 0 | 7 | 0  | 14 | -14 | Élimination de la compétition        |

Légende : (a) = joueur amateur

### Groupe N
Les matchs du groupe N ont été disputés le 25 janvier.

#### Matchs
| - Jack Lisowski 2–1 Michael White - Graeme Dott 0–2 Zak Surety - Luca Brecel 1–2 Brandon Sargeant - Andrew Higginson 1–2 Jackson Page - Jack Lisowski 0–2 Zak Surety - Graeme Dott 0–2 Brandon Sargeant - Luca Brecel 2–1 Jackson Page - Andrew Higginson 2–1 Michael White - Jack Lisowski 2–1 Brandon Sargeant - Graeme Dott 0–2 Jackson Page | - Luca Brecel 1–2 Andrew Higginson - Zak Surety 2–1 Michael White - Jack Lisowski 2–1 Jackson Page - Graeme Dott 0–2 Andrew Higginson - Luca Brecel 2–1 Michael White - Brandon Sargeant 1–2 Zak Surety - Jack Lisowski 2–0 Andrew Higginson - Graeme Dott 1–2 Luca Brecel - Jackson Page 2–1 Zak Surety | - Brandon Sargeant 0–2 Michael White - Jack Lisowski 1–2 Luca Brecel - Graeme Dott 0–2 Michael White - Andrew Higginson 2–1 Zak Surety - Jackson Page 2–1 Brandon Sargeant - Jack Lisowski 2–0 Graeme Dott - Luca Brecel 2–0 Zak Surety - Andrew Higginson 2–0 Brandon Sargeant - Jackson Page 1–2 Michael White |

#### Tableau
| Pos. | Joueur            | J | G | P | Fp | Fc | D   |                                      |
| ---- | ----------------- | - | - | - | -- | -- | --- | ------------------------------------ |
| 1    | Jack Lisowski     | 7 | 5 | 2 | 11 | 7  | +4  | Qualification pour la deuxième phase |
| 2    | Luca Brecel       | 7 | 5 | 2 | 12 | 8  | +4  | Qualification pour la deuxième phase |
| 3    | Andrew Higginson  | 7 | 5 | 2 | 11 | 7  | +4  | Élimination de la compétition        |
| 4    | Jackson Page      | 7 | 4 | 3 | 11 | 9  | +2  | Élimination de la compétition        |
| 5    | Zak Surety        | 7 | 4 | 3 | 10 | 8  | +2  | Élimination de la compétition        |
| 6    | Michael White (a) | 7 | 3 | 4 | 10 | 9  | +1  | Élimination de la compétition        |
| 7    | Brandon Sargeant  | 7 | 2 | 5 | 7  | 11 | -4  | Élimination de la compétition        |
| 8    | Graeme Dott       | 7 | 0 | 7 | 1  | 14 | -13 | Élimination de la compétition        |

Légende : (a) = joueur amateur

### Groupe O
Les matchs du groupe O ont été disputés le 16 mars

#### Matchs
| - Judd Trump 2–0 Sean Maddocks - Hossein Vafaei 1–2 Steven Hallworth - Ryan Day 1–2 Jimmy White - Jamie Jones 2–0 Barry Pinches - Judd Trump 2–1 Steven Hallworth - Hossein Vafaei 1–2 Jimmy White - Ryan Day 2–0 Barry Pinches - Jamie Jones 2–1 Sean Maddocks - Judd Trump 2–1 Jimmy White - Hossein Vafaei 1–2 Barry Pinches | - Ryan Day 2–0 Jamie Jones - Steven Hallworth 2–1 Sean Maddocks - Judd Trump 2–0 Barry Pinches - Hossein Vafaei 1–2 Jamie Jones - Ryan Day 2–0 Sean Maddocks - Jimmy White 1–2 Steven Hallworth - Judd Trump 2–0 Jamie Jones - Hossein Vafaei 0–2 Ryan Day - Barry Pinches 0–2 Steven Hallworth | - Jimmy White 2–1 Sean Maddocks - Judd Trump 2–0 Ryan Day - Hossein Vafaei 2–0 Sean Maddocks - Jamie Jones 2–0 Steven Hallworth - Barry Pinches 1–2 Jimmy White - Judd Trump 0–2 Hossein Vafaei - Ryan Day 2–0 Steven Hallworth - Jamie Jones 2–1 Jimmy White - Barry Pinches 2–0 Sean Maddocks |

#### Tableau
| Pos. | Joueur           | J | G | P | Fp | Fc | D   |                                      |
| ---- | ---------------- | - | - | - | -- | -- | --- | ------------------------------------ |
| 1    | Judd Trump       | 7 | 6 | 1 | 12 | 4  | +8  | Qualification pour la deuxième phase |
| 2    | Ryan Day         | 7 | 5 | 2 | 11 | 4  | +7  | Qualification pour la deuxième phase |
| 3    | Jamie Jones      | 7 | 5 | 2 | 10 | 7  | +3  | Élimination de la compétition        |
| 4    | Jimmy White      | 7 | 4 | 3 | 11 | 10 | +1  | Élimination de la compétition        |
| 5    | Steven Hallworth | 7 | 4 | 3 | 9  | 9  | 0   | Élimination de la compétition        |
| 6    | Hossein Vafaei   | 7 | 2 | 5 | 8  | 10 | -2  | Élimination de la compétition        |
| 7    | Barry Pinches    | 7 | 2 | 5 | 5  | 11 | -6  | Élimination de la compétition        |
| 8    | Sean Maddocks    | 7 | 0 | 7 | 3  | 14 | -11 | Élimination de la compétition        |

### Groupe P
Les matchs du groupe P ont été disputés le 13 mars.

#### Matchs
| - Mark Williams 2–0 Oliver Brown - Alex Clenshaw 0–2 Florian Nüßle - Robert Milkins 2–1 Gao Yang - Nigel Bond 2–1 Robbie Williams - Mark Williams 2–0 Florian Nüßle - Alex Clenshaw 1–2 Gao Yang - Robert Milkins 2–0 Robbie Williams - Nigel Bond 1–2 Oliver Brown - Mark Williams 2–0 Gao Yang - Alex Clenshaw 1–2 Robbie Williams | - Robert Milkins 0–2 Nigel Bond - Florian Nüßle 0–2 Oliver Brown - Mark Williams 2–0 Robbie Williams - Alex Clenshaw 2–0 Nigel Bond - Robert Milkins 2–0 Oliver Brown - Gao Yang 2–1 Florian Nüßle - Mark Williams 2–0 Nigel Bond - Alex Clenshaw 0–2 Robert Milkins - Robbie Williams 2–1 Florian Nüßle | - Gao Yang 0–2 Oliver Brown - Mark Williams 0–2 Robert Milkins - Alex Clenshaw 1–2 Oliver Brown - Nigel Bond 2–0 Florian Nüßle - Robbie Williams 2–0 Gao Yang - Mark Williams 2–0 Alex Clenshaw - Robert Milkins 2–0 Florian Nüßle - Nigel Bond 2–0 Gao Yang - Robbie Williams 2–0 Oliver Brown |

#### Tableau
| Pos. | Joueur            | J | G | P | Fp | Fc | D   |                                      |
| ---- | ----------------- | - | - | - | -- | -- | --- | ------------------------------------ |
| 1    | Mark Williams     | 7 | 6 | 1 | 12 | 2  | +10 | Qualification pour la deuxième phase |
| 2    | Robert Milkins    | 7 | 6 | 1 | 12 | 3  | +9  | Qualification pour la deuxième phase |
| 3    | Nigel Bond        | 7 | 4 | 3 | 9  | 7  | +2  | Élimination de la compétition        |
| 4    | Robbie Williams   | 7 | 4 | 3 | 9  | 8  | +1  | Élimination de la compétition        |
| 5    | Oliver Brown (a)  | 7 | 4 | 3 | 8  | 8  | 0   | Élimination de la compétition        |
| 6    | Gao Yang          | 7 | 2 | 5 | 5  | 12 | -7  | Élimination de la compétition        |
| 7    | Alex Clenshaw (a) | 7 | 1 | 6 | 5  | 12 | -7  | Élimination de la compétition        |
| 8    | Florian Nüßle (a) | 7 | 1 | 6 | 4  | 12 | -8  | Élimination de la compétition        |

Légende : (a) = joueur amateur

## Deuxième phase
Les matchs des quatre groupes se déroulent du 17 au 20 mars. Les deux joueurs qui finissent respectivement en tête de leur groupe se qualifient pour le groupe final.

### Groupe 1
Les matchs du groupe 1 ont été disputés le 17 mars

#### Matchs
| - Ben Hancorn 1–2 Sunny Akani - Martin O'Donnell 2–0 James Cahill - Mark Williams 2–1 Lyu Haotian - Ali Carter 2–0 Louis Heathcote - Ben Hancorn 2–0 James Cahill - Martin O'Donnell 2–0 Lyu Haotian - Mark Williams 2–1 Louis Heathcote - Ali Carter 2–1 Sunny Akani - Ben Hancorn 0–2 Lyu Haotian - Martin O'Donnell 2–1 Louis Heathcote | - Mark Williams 2–0 Ali Carter - James Cahill 2–1 Sunny Akani - Ben Hancorn 1–2 Louis Heathcote - Martin O'Donnell 0–2 Ali Carter - Mark Williams 1–2 Sunny Akani - Lyu Haotian 0–2 James Cahill - Ben Hancorn 0–2 Ali Carter - Martin O'Donnell 2–1 Mark Williams - Louis Heathcote 2–1 James Cahill | - Lyu Haotian 1–2 Sunny Akani - Ben Hancorn 0–2 Mark Williams - Martin O'Donnell 1–2 Sunny Akani - Ali Carter 2–0 James Cahill - Louis Heathcote 1–2 Lyu Haotian - Ben Hancorn 0–2 Martin O'Donnell - Mark Williams 2–0 James Cahill - Ali Carter 2–1 Lyu Haotian - Louis Heathcote 0–2 Sunny Akani |

#### Tableau
| Pos. | Joueur           | J | G | P | Fp | Fc | D  |                                    |
| ---- | ---------------- | - | - | - | -- | -- | -- | ---------------------------------- |
| 1    | Ali Carter       | 7 | 6 | 1 | 12 | 4  | +8 | Qualification pour le groupe final |
| 2    | Mark Williams    | 7 | 5 | 2 | 12 | 6  | +6 | Qualification pour le groupe final |
| 3    | Martin O'Donnell | 7 | 5 | 2 | 11 | 6  | +5 | Élimination de la compétition      |
| 4    | Sunny Akani      | 7 | 5 | 2 | 12 | 8  | +4 | Élimination de la compétition      |
| 5    | Lyu Haotian      | 7 | 2 | 5 | 7  | 11 | -4 | Élimination de la compétition      |
| 6    | Louis Heathcote  | 7 | 2 | 5 | 7  | 12 | -5 | Élimination de la compétition      |
| 7    | James Cahill     | 7 | 2 | 5 | 5  | 11 | -6 | Élimination de la compétition      |
| 8    | Ben Hancorn      | 7 | 1 | 6 | 4  | 12 | -8 | Élimination de la compétition      |

### Groupe 2
Les matchs du groupe 2 ont été disputés le 18 mars

#### Matchs
| - Zhao Xintong 2–1 Lu Ning - Shaun Murphy 2–1 Stuart Carrington - Kyren Wilson 2–0 Robert Milkins - Ben Woollaston 1–2 Xiao Guodong - Zhao Xintong 0–2 Stuart Carrington - Shaun Murphy 1–2 Robert Milkins - Kyren Wilson 2–1 Xiao Guodong - Ben Woollaston 2–1 Lu Ning - Zhao Xintong 1–2 Robert Milkins - Shaun Murphy 0–2 Xiao Guodong | - Kyren Wilson 1–2 Ben Woollaston - Stuart Carrington 2–0 Lu Ning - Zhao Xintong 0–2 Xiao Guodong - Shaun Murphy 0–2 Ben Woollaston - Kyren Wilson 2–0 Lu Ning - Robert Milkins 2–1 Stuart Carrington - Zhao Xintong 1–2 Ben Woollaston - Shaun Murphy 0–2 Kyren Wilson - Xiao Guodong 1–2 Stuart Carrington | - Robert Milkins 1–2 Lu Ning - Zhao Xintong 2–1 Kyren Wilson - Shaun Murphy 2–0 Lu Ning - Ben Woollaston 1–2 Stuart Carrington - Xiao Guodong 2–1 Robert Milkins - Zhao Xintong 1–2 Shaun Murphy - Kyren Wilson 2–1 Stuart Carrington - Ben Woollaston 2–1 Robert Milkins - Xiao Guodong 2–0 Lu Ning |

#### Tableau
| Pos. | Joueur            | J | G | P | Fp | Fc | D  |                                    |
| ---- | ----------------- | - | - | - | -- | -- | -- | ---------------------------------- |
| 1    | Kyren Wilson      | 7 | 5 | 2 | 12 | 6  | +6 | Qualification pour le groupe final |
| 2    | Xiao Guodong      | 7 | 5 | 2 | 12 | 6  | +6 | Qualification pour le groupe final |
| 3    | Ben Woollaston    | 7 | 5 | 2 | 12 | 8  | +4 | Élimination de la compétition      |
| 4    | Stuart Carrington | 7 | 4 | 3 | 11 | 8  | +3 | Élimination de la compétition      |
| 5    | Robert Milkins    | 7 | 3 | 4 | 10 | 12 | -2 | Élimination de la compétition      |
| 6    | Shaun Murphy      | 7 | 3 | 4 | 7  | 10 | -3 | Élimination de la compétition      |
| 7    | Zhao Xintong      | 7 | 2 | 5 | 7  | 12 | -5 | Élimination de la compétition      |
| 8    | Lu Ning           | 7 | 1 | 6 | 4  | 13 | -9 | Élimination de la compétition      |

### Groupe 3
Les matchs du groupe 3 ont été disputés le 19 mars

#### Matchs
| - Barry Hawkins 2–0 Luca Brecel - Joe Perry 1–2 Mark Davis - Luo Honghao 1–2 Sam Craigie - Jack Lisowski 2–1 Fergal O'Brien - Barry Hawkins 2–1 Mark Davis - Joe Perry 0–2 Sam Craigie - Luo Honghao 2–1 Fergal O'Brien - Jack Lisowski 2–1 Luca Brecel - Barry Hawkins 2–1 Sam Craigie - Joe Perry 2–0 Fergal O'Brien | - Luo Honghao 1–2 Jack Lisowski - Mark Davis 0–2 Luca Brecel - Barry Hawkins 2–1 Fergal O'Brien - Joe Perry 0–2 Jack Lisowski - Luo Honghao 0–2 Luca Brecel - Sam Craigie 0–2 Mark Davis - Barry Hawkins 1–2 Jack Lisowski - Joe Perry 2–1 Luo Honghao - Fergal O'Brien 2–0 Mark Davis | - Sam Craigie 2–0 Luca Brecel - Barry Hawkins 0–2 Luo Honghao - Joe Perry 1–2 Luca Brecel - Jack Lisowski 1–2 Mark Davis - Fergal O'Brien 0–2 Sam Craigie - Barry Hawkins 2–1 Joe Perry - Luo Honghao 0–2 Mark Davis - Jack Lisowski 0–2 Sam Craigie - Fergal O'Brien 0–2 Luca Brecel |

#### Tableau
| Pos. | Joueur         | J | G | P | Fp | Fc | D  |                                    |
| ---- | -------------- | - | - | - | -- | -- | -- | ---------------------------------- |
| 1    | Sam Craigie    | 7 | 5 | 2 | 11 | 5  | +6 | Qualification pour le groupe final |
| 2    | Jack Lisowski  | 7 | 5 | 2 | 11 | 8  | +3 | Qualification pour le groupe final |
| 3    | Barry Hawkins  | 7 | 5 | 2 | 11 | 8  | +3 | Élimination de la compétition      |
| 4    | Luca Brecel    | 7 | 4 | 3 | 9  | 7  | +2 | Élimination de la compétition      |
| 5    | Mark Davis     | 7 | 4 | 3 | 9  | 8  | +1 | Élimination de la compétition      |
| 6    | Joe Perry      | 7 | 2 | 5 | 7  | 11 | -4 | Élimination de la compétition      |
| 7    | Luo Honghao    | 7 | 2 | 5 | 7  | 11 | -4 | Élimination de la compétition      |
| 8    | Fergal O'Brien | 7 | 1 | 6 | 5  | 12 | -7 | Élimination de la compétition      |

### Groupe 4
Les matchs du groupe 4 ont été disputés le 20 mars

#### Matchs
| - Stuart Bingham 2–0 Ricky Walden - Judd Trump 0–2 Dominic Dale - Oliver Lines 0–2 Ryan Day - Mark Selby 1–2 Zhou Yuelong - Stuart Bingham 2–0 Dominic Dale - Judd Trump 2–1 Ryan Day - Oliver Lines 2–1 Zhou Yuelong - Mark Selby 1–2 Ricky Walden - Stuart Bingham 0–2 Ryan Day - Judd Trump 2–0 Zhou Yuelong | - Oliver Lines 0–2 Mark Selby - Dominic Dale 2–1 Ricky Walden - Stuart Bingham 2–1 Zhou Yuelong - Judd Trump 2–0 Mark Selby - Oliver Lines 1–2 Ricky Walden - Ryan Day 2–0 Dominic Dale - Stuart Bingham 2–0 Mark Selby - Judd Trump 2–1 Oliver Lines - Zhou Yuelong 1–2 Dominic Dale | - Ryan Day 2–1 Ricky Walden - Stuart Bingham 2–0 Oliver Lines - Judd Trump 2–1 Ricky Walden - Mark Selby 2–0 Dominic Dale - Zhou Yuelong 2–0 Ryan Day - Stuart Bingham 1–2 Judd Trump - Oliver Lines 1–2 Dominic Dale - Mark Selby 2–0 Ryan Day - Zhou Yuelong 2–1 Ricky Walden |

#### Tableau
| Pos. | Joueur         | J | G | P | Fp | Fc | D  |                                    |
| ---- | -------------- | - | - | - | -- | -- | -- | ---------------------------------- |
| 1    | Judd Trump     | 7 | 6 | 1 | 12 | 6  | +6 | Qualification pour le groupe final |
| 2    | Stuart Bingham | 7 | 5 | 2 | 11 | 5  | +6 | Qualification pour le groupe final |
| 3    | Ryan Day       | 7 | 4 | 3 | 9  | 7  | +2 | Élimination de la compétition      |
| 4    | Dominic Dale   | 7 | 4 | 3 | 8  | 9  | -1 | Élimination de la compétition      |
| 5    | Mark Selby     | 7 | 3 | 4 | 8  | 8  | 0  | Élimination de la compétition      |
| 6    | Zhou Yuelong   | 7 | 3 | 4 | 9  | 10 | -1 | Élimination de la compétition      |
| 7    | Ricky Walden   | 7 | 2 | 5 | 8  | 12 | -4 | Élimination de la compétition      |
| 8    | Oliver Lines   | 7 | 1 | 6 | 5  | 13 | -8 | Élimination de la compétition      |

## Groupe final
Les matchs du groupe final se déroulent le 21 mars. Le joueur qui termine en tête du groupe remporte le tournoi.

### Matchs
| - Ali Carter 2–0 Stuart Bingham - Kyren Wilson 2–1 Jack Lisowski - Sam Craigie 2–0 Xiao Guodong - Judd Trump 0–2 Mark Williams - Ali Carter 2–0 Jack Lisowski - Kyren Wilson 1–2 Xiao Guodong - Sam Craigie 0–2 Mark Williams - Judd Trump 2–0 Stuart Bingham - Ali Carter 1–2 Xiao Guodong - Kyren Wilson 1–2 Mark Williams | - Sam Craigie 2–0 Judd Trump - Jack Lisowski 1–2 Stuart Bingham - Ali Carter 1–2 Mark Williams - Kyren Wilson 0–2 Judd Trump - Sam Craigie 2–0 Stuart Bingham - Xiao Guodong 2–0 Jack Lisowski - Ali Carter 2–0 Judd Trump - Kyren Wilson 1–2 Sam Craigie - Mark Williams 2–0 Jack Lisowski | - Xiao Guodong 0–2 Stuart Bingham - Ali Carter 2–1 Sam Craigie - Kyren Wilson 0–2 Stuart Bingham - Judd Trump 2–0 Jack Lisowski - Mark Williams 2–1 Xiao Guodong - Ali Carter 2–0 Kyren Wilson - Sam Craigie 2–1 Jack Lisowski - Judd Trump 2–0 Xiao Guodong - Mark Williams 1–2 Stuart Bingham |

### Tableau
| Pos. | Joueur         | J | G | P | Fp | Fc | D   |                               |
| ---- | -------------- | - | - | - | -- | -- | --- | ----------------------------- |
| 1    | Mark Williams  | 7 | 6 | 1 | 13 | 5  | +8  | Vainqueur                     |
| 2    | Ali Carter     | 7 | 5 | 2 | 12 | 5  | +7  | Élimination de la compétition |
| 3    | Sam Craigie    | 7 | 5 | 2 | 11 | 6  | +5  | Élimination de la compétition |
| 4    | Judd Trump     | 7 | 4 | 3 | 8  | 6  | +2  | Élimination de la compétition |
| 5    | Stuart Bingham | 7 | 4 | 3 | 8  | 8  | 0   | Élimination de la compétition |
| 6    | Xiao Guodong   | 7 | 3 | 4 | 7  | 10 | -3  | Élimination de la compétition |
| 7    | Kyren Wilson   | 7 | 1 | 6 | 5  | 13 | -8  | Élimination de la compétition |
| 8    | Jack Lisowski  | 7 | 0 | 7 | 3  | 14 | -11 | Élimination de la compétition |

## Centuries
- 147, 106  Gary Wilson
- 143, 133, 105, 101, 100  Zhao Xintong
- 143, 132, 128, 115, 112, 100  Sam Craigie
- 143, 101, 100  Jimmy Robertson
- 142, 140, 125, 116  Mark Selby
- 142, 135, 109  Joe Perry
- 142, 115, 102  Robert Milkins
- 141, 135, 130, 129, 115, 103, 101, 100  Ali Carter
- 141  Ronnie O'Sullivan
- 140  Rod Lawler
- 140  Elliot Slessor
- 140  Jimmy White
- 138  Mitchell Mann
- 137, 135, 103  Ben Woollaston
- 137, 134, 124, 117  Stuart Bingham
- 137, 120  Stuart Carrington
- 137, 110  Lyu Haotian
- 136, 134, 111  Zhou Yuelong
- 136, 115, 112  Anthony McGill
- 136, 115  Yuan Sijun
- 136  Anthony Hamilton
- 135, 132, 129, 126, 113, 104, 101  Kyren Wilson
- 135  Joe O'Connor
- 134, 133, 117, 113  Fergal O'Brien
- 134  Paul Davison
- 133, 131, 105  Lu Ning
- 133  Ashley Hugill
- 132, 117, 108, 100  Alexander Ursenbacher
- 132, 105  Barry Hawkins
- 129  Ricky Walden
- 128, 121, 118, 116, 116, 101, 100  Judd Trump
- 127, 126, 123, 104  Xiao Guodong
- 127  Florian Nüßle
- 126  Tian Pengfei
- 125, 107  Jamie Jones
- 124, 116  Martin O'Donnell
- 122  Nigel Bond
- 122  Jackson Page
- 121, 116, 107, 106, 104  Shaun Murphy
- 121  Chen Zifan
- 120, 102  Luca Brecel
- 120  Oliver Lines
- 119, 100  Igor Figueiredo
- 113, 101  Chris Wakelin
- 113  Louis Heathcote
- 111  Jak Jones
- 111  Alan McManus
- 111  Noppon Saengkham
- 110  Brian Ochoiski
- 108, 102, 101  Mark Williams
- 107, 105  Michael Holt
- 107, 101  Zhao Jianbo
- 107  Xu Si
- 106, 103, 102  Jack Lisowski
- 106  Dylan Emery
- 105  Jordan Brown
- 105  Jamie Clarke
- 104, 102  Allan Taylor
- 103  Kacper Filipiak
- 102  Mark Davis
- 102  David Gilbert
- 102  Steven Hallworth
- 101, 100  Ryan Day
- 101  Andrew Higginson
- 101  Li Hang
- 100  Simon Lichtenberg
- 100  Riley Parsons